# Sawetenski
Sawetenski (russisch Заветенский) ist ein Weiler (chutor) in der Oblast Kursk in Russland. Es gehört zum Rajon Konyschowka und zur Landgemeinde (selskoje posselenije) Prilepski selsowjet.

## Geographie
Der Ort liegt gut 66,5 km Luftlinie westlich des Oblastverwaltungszentrums Kursk im südwestlichen Teil der Mittelrussischen Platte, 6 km südwestlich des Rajonverwaltungszentrums Konyschowka, 6 km vom Sitz des Dorfsowjet – Prilepy, 55 km von der Grenze zwischen Russland und der Ukraine, am kleinen Fluss Platawka (linker Nebenfluss der Swapa).

### Klima
Das Klima im Ort ist wie im Rest des Rajons kalt und gemäßigt. Es gibt während des Jahres eine erhebliche Niederschlagsmenge. Dfb lautet die Klassifikation des Klimas nach Köppen und Geiger.

## Bevölkerungsentwicklung
| Jahr | Einwohner |
| ---- | --------- |
| 2002 | 30        |
| 2010 | 5         |

Anmerkung: Volkszählungsdaten

## Verkehr
Sawetenski liegt 53 km von der Fernstraße föderaler Bedeutung M3 „Ukraina“ (Moskau – Kaluga – Brjansk – Grenze zur Ukraine), 51,5 km von der Straße M2 „Krim“ (Moskau – A142/Trosna – Grenze zur Ukraine), 41 km von der Straße A 142 (Trosna – M3 Ukraina), 29 km von der Straße regionaler Bedeutung 38K-038 (Fatesch – Dmitrijew), 5 km von der Straße 38K-005 (Konyschowka – Schigajewo – 38K-038), an der Straße 38K-023 (Lgow – Konyschowka) und 5 km von der nächsten Eisenbahnhaltestelle 565 km (Eisenbahnstrecke Nawlja – Lgow-Kijewskij) entfernt.
Der Ort liegt 158 km vom internationalen Flughafen von Belgorod entfernt.